# Lê Dung
Lê Thị Dung (7 tháng 11 năm 1951 – 29 tháng 1 năm 2001) là một ca sĩ, giảng viên giọng soprano người Việt Nam và một trong số ít những ca sĩ opera danh tiếng nhất trong nước. Bà đã từng đứng ra tổ chức nhiều đêm nhạc cổ điển, trình diễn nhiều aria, đào tạo hàng các ca sĩ như NSND Tạ Minh Tâm, Ngọc Anh, NSND Thái Bảo, NSƯT Hà Thủy, Phương Nga, NSƯT Việt Hoàn... Bà cũng là nghệ sĩ đã làm rạng danh cho nền âm nhạc opera của Việt Nam. Bà được nhà nước phong tặng danh hiệu Nghệ sĩ nhân dân năm 1993. Và còn được mệnh danh là "Người đàn bà hát", một cụm từ dùng để tôn vinh những nữ nghệ sĩ có sắc đẹp và giọng hát trời phú.
Lê Dung thành công trong nhiều thể loại, từ opera, nhạc tiền chiến, dân ca, nhạc đỏ và cả nhạc trẻ. Những tác phẩm bà thể hiện để lại dấu ấn mạnh mẽ ngay cả khi ca khúc đã được thể hiện rất thành công bởi người hát trước đó.
Lê Dung thể hiện rất thành công bài hát của nhiều nhạc sĩ nổi tiếng như Văn Cao, Nguyễn Văn Tý, Văn Ký, Nguyễn Đình Thi, Trần Hoàn, Hoàng Hiệp, Nguyễn Tài Tuệ, Ngô Thụy Miên, Phú Quang, Hồng Đăng,... và ngoài ra là các nhạc phẩm của nhạc sĩ mang quốc tịch Pháp Lê Khắc Thanh Hoài.

## Cuộc đời và sự nghiệp
Đoàn Lê Dung,nhiều tài liệu và giấy tờ pháp lý của bà ghi là Lê Thị Dung. Do thời gian chiến tranh loạn lạc nên bà không được biết chính xác ngày sinh và nơi sinh của mình, về sau bà chọn ngày 7 tháng 11 năm 1951 làm ngày sinh và nơi lớn lên là Quảng Ninh làm nơi sinh.
Bà sống cùng bố mẹ ở phường Cao Xanh của Thị xã Hòn Gai (nay là thành phố Hạ Long).

### Sự nghiệp
Nhạc sĩ Đức Huyên lúc đó làm công tác Đoàn ở Quảng Ninh đã xuống lớp học của Lê Dung và phát hiện ra tài năng này. Ông đưa Lê Dung vào Câu lạc bộ Thiếu nhi Hạ Long, đưa đi diễn, thu thanh tại Đài Tiếng nói Việt Nam, đi hát phục vụ các đoàn lãnh đạo cấp cao của Đảng và Nhà nước mỗi khi đến Hạ Long.
Sự nghiệp ca hát chuyên nghiệp của Lê Dung bắt đầu năm 17 tuổi khi bà đầu quân vào Đoàn Văn công Quân khu Tả Ngạn. Năm đó, Lê Dung thi đỗ đại học ngành y nhưng lại bỏ không học, quyết tâm theo con đường ca hát. Bà đi diễn khắp nơi, phục vụ ở thao trường, dưới hầm mỏ, và hát cho các chiến sĩ chiến đấu bảo vệ miền Bắc.
Bắt đầu sự nghiệp ca hát năm 17 tuổi, bà đầu quân vào Đoàn Văn công Quân khu Tả Ngạn. Năm 1976, Lê Dung về Đoàn ca múa Tổng cục chính trị và một năm theo học thanh nhạc tại Trường Âm nhạc Việt Nam từ 1977. Bà đã theo học với nhiều giảng viên có tài năng và kinh nghiệm như nghệ sĩ nhân dân Trung Kiên hay Nhà giáo ưu tú Hồ Mộ La và đã có một thời gian thụ giáo Nghệ sĩ nhân dân Thương Huyền. Năm 1982 tốt nghiệp hạng Thủ khoa và từ đó cái tên Lê Dung bắt đầu được công chúng yêu nhạc biết đến. Năm 1984, Lê Dung được Nhà nước phong tặng danh hiệu Nghệ sĩ ưu tú.
Sau đó, năm 1986 Lê Dung được trường gửi theo học cao học thanh nhạc tại Nhạc viện Tchaikovsky, Liên Xô. Đến năm 1990 bà về nước và trở thành nghệ sĩ solo của Dàn nhạc Giao hưởng Việt Nam. Năm 1993, Lê Dung được phong tặng danh hiệu Nghệ sĩ nhân dân.
Năm 1992 Lê Dung cũng là ca sĩ Việt Nam đầu tiên tự tổ chức một đêm solo âm nhạc tại Nhà hát Lớn Hà Nội với hơn 20 bài hát thuộc các dòng nhạc mang tính hàn lâm, từ những aria trong nhạc kịch nổi tiếng Cô Sao của Đỗ Nhuận tới Thiên Thai của Văn Cao.

### Qua đời
Lê Dung mất ngày 29 tháng 1 năm 2001 tức mùng 6 Tết Tân Tỵ, do tai biến mạch máu não. Khi đó, hãng bảo hiểm Prudential cho rằng hồ sơ bảo hiểm của nghệ sĩ Lê Dung có những điểm kê khai chưa chính xác nên đã từ chối bồi thưởng bảo hiểm. Vụ việc gây tranh cãi.

### Đào tạo
Bà cũng là giảng viên thỉnh giảng bậc cao học thanh nhạc của các trường Nhạc viện Hà Nội, Nhạc viện Thành phố Hồ Chí Minh và Trường Đại học Văn hóa - Nghệ thuật Quân đội. Trong sự nghiệp giảng dạy, Lê Dung từng đào tạo nhiều học trò thành công như Tạ Minh Tâm, Hà Thủy, Thái Bảo, Việt Hoàn, Phương Nga,...

## Phong cách nghệ thuật

### Giọng hát
Bà thuộc giọng nữ cao (Soprano). Lê Dung hát bằng phẩm chất nữ tính, bay bổng, mềm mại nhưng khi cần bà có thể đẩy độ mãnh liệt của giọng lên ngang với giọng bán kịch tính.

### Di sản
Lê Dung vẫn nằm trong số ít ca sĩ có trình độ kỹ thuật gần đạt tới ngưỡng hoàn hảo. Sự ra đi của bà đã để lại một sự mất mát lớn đối với nền âm nhạc Việt Nam. Lê Dung có vị trí đặc biệt quan trọng trong nền opera của Việt Nam. Bà cũng là ca sĩ hàng đầu của dòng nhạc đỏ và nhạc tiền chiến.

## Đời tư
Lê Dung từng có một người chồng và có một con trai tên là Nguyễn Anh Tuấn. Năm 1991, Lê Dung kết hôn với Hồng Thanh Quang. Bài hát "Khúc mùa thu" phổ thơ Hồng Thanh Quang, trình bày bởi Lê Dung được xem là bài hát mà nhạc sĩ Phú Quang viết riêng cho cặp đôi tài hoa nhưng nhiều trắc trở này. Cuộc hôn nhân của họ kéo dài được 6 năm, sau đó 2 người ly dị.

## Danh sách đĩa nhạc

#### Album phòng thu
- Mùa xuân bên cửa sổ – Tiếng hát Lê Dung
- Màu nắng có bao giờ phai đâu (1989)
- Tình khúc lãng mưa (1990)
- Họa mi hót trong mưa (1993)[1]
- Mưa trên biển vắng (10/05/1994), phát hành bởi Dihavina
- Cát bụi – Những tình khúc của Trịnh Công Sơn, phát hành bởi Quê hương Audio & Video
- 10 ca khúc Hồng Đăng (1995), phát hành bởi Saigon Audio
- Tình khúc Lê Khắc Thanh Hoài (1995)
- Những tình khúc bất tử 16 (1995)
- Kỉ niệm vàng son 1
- Kỉ niệm vàng son 2
- Classic 1
- Áo vàng em mặc (1995)
- Tình nghệ sĩ (1996)
- Tiếng thời gian (1997)
- Dạ khúc (2000)
- Tiếng hát Lê Dung (2001)
- Âm thanh ngày mới (2001)
- Những tác phẩm thính phòng (2001)
- Lời ru cho anh (2001), phát hành bởi Hồ Gươm AV
- Những tình khúc thính phòng (2001)

## Giải thưởng
- Năm 1982: Giải Người hát dân ca hay nhất tại Cuộc thi âm nhạc Tchaikovski, Liên Xô.[17]
- Năm 1988: Giải tư Cuộc thi quốc tế Những nghệ sĩ hát opera trẻ thế giới tổ chức tại Sofia, Bulgaria.[17]
- Năm 1989: Giải thưởng Toulouse, Pháp.[8]
- Năm 1991, 1992: Giải Mùa xuân Bình Nhưỡng, Triều Tiên.[17]

## Vinh danh
- Năm 1984: Nghệ sĩ ưu tú.[17]
- Năm 1993: Nghệ sĩ nhân dân khi ở 42 tuổi.
- Năm 2000: Huân chương Lao động hạng nhì.[8]

## Phim
- Phóng sự Lê Dung – Người đàn bà hát trong chương trình Hải Phòng thành phố tôi yêu, do xưởng phim truyền hình Đài truyền hình Hải Phòng thực hiện.[18]
- Phóng sự NSND Lê Dung – Người đàn bà không xa lạ trong chương trình Văn học nghệ thuật, do Đài Truyền hình Việt Nam phát sóng vào năm 2021.[19]

## Chương trình
- Giọng ca vàng qua các thế hệ – NSND Lê Dung, do kênh Truyền hình Công an nhân dân thực hiện vào năm 2013.[20]